# 杜板
杜板又稱打板，杜瓶，是爪哇島上一古國，在今錦石西北的图班（Tuban），最早見宋代趙汝适著諸番志蘇吉丹條：“打板國東連大闍婆，號戎牙路。居民架造屋宇，與中國同”。元代航海家汪大淵島夷志略，稱之為杜瓶：“杜瓶之東曰重迦羅，與爪哇界相連”。
明朝永乐年间杜板已经有华侨居住。郑和下西洋时曾到访此地，据随郑和下西洋的马欢记载，凡外国船只到爪哇国，有四处口岸，最先到杜版，其次到厮村，苏鲁马益，满者伯夷。“杜板者，地名也，番名赌班，此处约有千余家，以而头目为主，其间多有中国广东，漳州人留居此地，鸡羊鱼菜甚贱”。
明严从简殊域周咨录记载，“杜板村在海滩，有水一泓，甘淡可饮，称为圣水……杜板村仅千家，二酋主之，皆广东漳泉人，流寓最久”。
《顺风相送》作杜蛮